# San Diu (peuple)

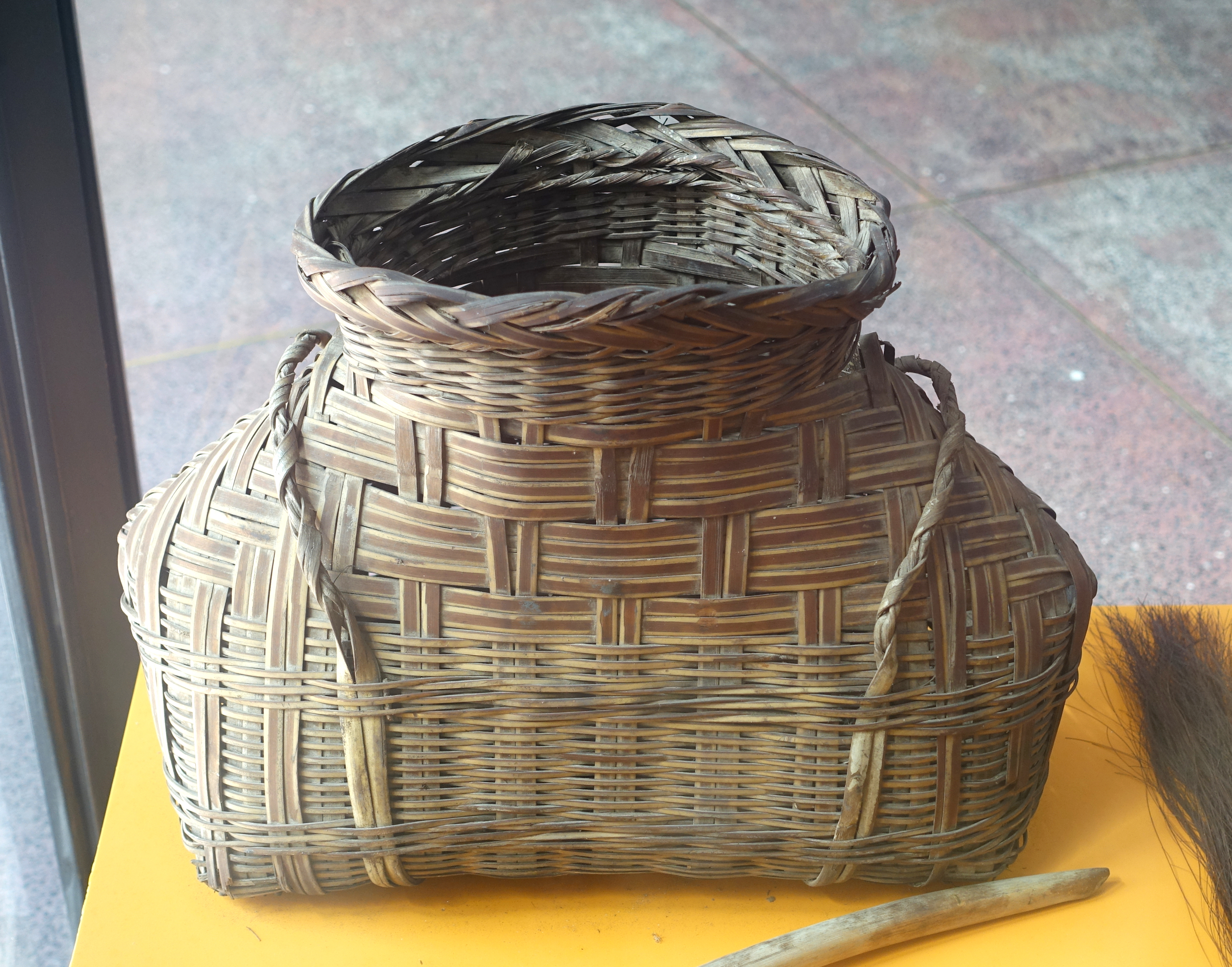
Panier à poisson San Diu

Les Sán Dìu (ou aussi San Deo, Trai, Trai Dat et Man Quan Coc; chinois traditionnel : 山由族 ; pinyin : Shān yóu zú; Chữ nôm:𠊛山由; vietnamien : Người Sán Dìu) est un sous groupe de l’ethnie Yao du Vietnam parlant un dialecte du chinois Cantonais. 
Le gouvernement vietnamien classe les San Diu comme un groupe indépendant mais ils font partie des chinois du Vietnam, qui auraient émigré de Guangdong vers 1600.
La population des Sán Dìu est de  117 500 en 2000 et 146 821 en 2009.